# Planariidae
De familie Planariidae omvat een aantal geslachten van vrijlevende platwormen die in zoet water leven. Deze platwormen zijn bruin tot grijs, erg plat en breed en langwerpig van vorm; de maximale lengte is ongeveer 2 centimeter. Deze platwormen komen algemeen voor op de bodem van sloten en poelen, waar ze leven van rottende bladeren en dode dieren.
Sommige soorten komen voor in West-Europa, zoals in Nederland en België. Daar zijn de bekendste enkele soorten uit de geslachten Polycelis, Phagocata en Crenobia.

## Taxonomie
De volgende geslachten en soorten zijn bij de familie ingedeeld:

### Nieuw
- Albiplanaria Komarek, 1926
  - = Albioplanaria Kawakatsu, 1966
  - Albiplanaria albissima Vejdovsky, 1883
  - Albiplanaria coarctica Arndt, 1920
  - Albiplanaria macedonica (Stankovic, 1926)
  - Albiplanaria maculata Stankovic, 1938
- Atrioplanaria de Beauchamp, 1932
  - = Atioplanaria Kenk, 1936
  - Atrioplanaria aquaebellae Bromley, 1983
  - Atrioplanaria delamarei Gourbault, 1969
  - Atrioplanaria morisii Benazzi & Gourbault, 1977
  - Atrioplanaria notadena de Beauchamp, 1937
  - Atrioplanaria opisthogona (Kenk, 1936)
  - Atrioplanaria prosorchis (Kenk, 1937)
  - Atrioplanaria racovitzai (Beauchamp, 1928)
- Crenobia Kenk, 1930
  - Crenobia abscissa Ijima, 1887
  - Crenobia alpina (Dana, 1766)
    - = Crenobia anophthalma (Mrazek, 1907)

  - Crenobia infernalis (Steinmann, 1907)
  - Crenobia montenegrina (Mrazek, 1904)
  - Crenobia teratophila (Steinmann, 1908)
- Fonticola Komarek, 1926
  - = Fondicola Buchanan, 1936
  - Fonticola albissima (Vejdovsky, 1883)
  - Fonticola altaica Livanov & Zabusova, 1940
  - Fonticola bosniaca (Stankovic, 1926)
  - Fonticola bursaperforata (Darlington, 1959)
  - Fonticola cavernicola (Hyman, 1954)
  - Fonticola dalmatica Stankovic & Komarek, 1927
  - Fonticola illyrica (Komarek, 1919)
  - Fonticola leptophallus Reisinger, 1963
  - Fonticola macedonica (Stankovic, 1926)
  - Fonticola maculata Stankovic, 1938
  - Fonticola morgani (Stevens & Boring, 1906)
  - Fonticola nivea (Kenk, 1953)
  - Fonticola notadena (de Beauchamp, 1937)
  - Fonticola ochridana Stankovic &Komarek, 1927
  - Fonticola olivacea (Schmidt, 1861)
  - Fonticola opisthogona Kenk, 1936
  - Fonticola oregonensis (Hyman, 1963)
    - = Phagocata oregonensis Hyman, 1963

  - Fonticola papillifera (Ijima & Kaburaki, 1916)
  - Fonticola paravitta (Reisinger, 1923)
  - Fonticola paravittoides Livanov & Zabusova, 1940
  - Fonticola pellucida (Ijima & Kaburaki, 1916)
  - Fonticola racovitzai (de Beauchamp, 1928)
  - Fonticola sibirica (Sabussow, 1903)
  - Fonticola stankovici Reisinger, 1960
  - Fonticola subterranea (Hyman, 1937)
  - Fonticola truncata (Leidy, 1851)
    - = Phagocata truncata Leidy, 1851

  - Fonticola undulata Stankovic, 1960
  - Fonticola vernalis (Kenk, 1944)
  - Fonticola vitta (Duges, 1830)
- Galeocephala Stimpson, 1857
  - Galeocephala superba (Girard, 1850)
  - Galeocephala tentaculata (Müller OF, 1773)
- Hymanella Castle, 1941
  - Hymanella baicalensis Timoshkin & Porfirieva, 1989
  - Hymanella retenuova Castle, 1941
  - Hymanella vernalis (Kenk, 1944)
- Paraplanaria Ball & Gourbault, 1978
  - Paraplanaria dactyligera (Kenk, 1935)
    - = Planaria dactyligera Kenk, 1935

  - Paraplanaria occulta (Kenk, 1969)
    - = Planaria occulta Kenk, 1969
- Penecurva Livanov & Zabusova, 1940
- Phagocata Leidy, 1847
- Plagnolia Beauchamp & Gourbault, 1964
  - Plagnolia vandeli Beauchamp & Gourbault, 1964
- Planaria Müller O.F., 1773
- Podoplana Korotneff, 1912
- Polycelis Ehrenberg, 1831
- Seidlia Sabussow, 1911

### Oud
- Penecurva Livanov & Zabusova, 1940 = Phagocata
- Phagocata Leidy, 1847
  - Phagocata altaica
  - Phagocata sibirica
  - Phagocata ullala
  - Phagocata vitta
  - Phagocata woodworthi
- Planaria Müller, 1776
  - Planaria luteola
- Polycelidia Livanov & Zabusova, 1940 = Polycelis
- Polycelis Ehrenberg, 1831
  - Polycelis almaatina
  - Polycelis felina
  - Polycelis nigra
  - Polycelis tenuis
- Seidlia Zabusov, 1911 = Polycelis